# مكافي
مكافي (بالإنجليزية: McAfee)‏؛ شركة أمن وبرامج مضادة للفيروسات مقرها في سانتا كلارا، كاليفورنيا وهي تنتج برنامج مكافي فايرس سكان وغيره من البرامج.
تأسست الشركة عام 1987 وهي مسماة على اسم مؤسسها جون مكافي. في 19 أغسطس 2010، أعلنت إنتل أنها ستسحوذ على مكافاي بقيمة 7.68 مليار دولار أمريكي (5 مليارات يورو).

## وصلات خارجية
- الموقع الرسمي